# Tockojei kísérleti atomrobbantás
A tockojei kísérleti atomrobbantás a Tockojei járás területén, ezen a Dél-Urál és a Volga folyó közti, Szamara és Orenburg városok között félúton található területen  a Szovjetunió által 1954. szeptember 14-én végrehajtott kísérleti atomrobbantás volt a „Hógolyó” fedőnevű titkos hadművelet keretében.

Egy kísérleti atomrobbantás. Illusztráció

A kísérleti atombomba-robbantás célja nem az atombomba technikai tökéletesítése volt, hanem annak valós körülmények közötti kipróbálása, hogy mennyire alkalmazható az atombomba a tüzérségi csapáshoz hasonló taktikai fegyverként előkészített, megerősített védelem elleni támadó művelet során. Cél: „Tanulmányozni az atombomba hatását az élőerőkre, technikára és védelmi berendezésekre erdős, átszegdelt terepen.”
Mivel az ötvenes években legvalószínűbb ellenséges célországként a Német Szövetségi Köztársaságot tekintették, ezért egy olyan terepet kerestek a kísérlet színhelyéül, amely a domborzat és a felszíni növényzet szempontjából megfelel a németországi viszonyoknak. Így esett a katonai vezetés választása Tockoje környékére, arra a dombos, erdővel borított területre, amely már hosszú évtizedek óta katonai gyakorló területként szolgált.
A robbantást több hónapos előkészület vezette be: a célterületen 10 kilométeres körzetben lövészárkokat ástak, katonai létesítményeket építettek, 46 harckocsit, 44 repülőgépet, 27 aknavetőt, 152 löveget, 200 gépkocsit és 500 állatot helyeztek el különböző helyzetekben (a robbanás felé eső lejtőkön, hegy mögötti lejtőkön, szabad terepen, védelmi berendezésekben stb.), valamint  több ezer mérőműszert és filmkamerát, hogy rögzíteni tudják a robbantás hatását.
1954. szeptember 14-én szállt fel Sztálingrád körzetéből egy Tu–4-es nehézbombázó (MiG–15bisz és MiG–17 vadászrepülőgép kíséretével), amely 9 óra 33 perckor 8–9 ezer méter magasságban oldotta ki a 40 kilotonna hatóerejű RDSZ–4 típusú atombombát. A bomba a terveknek megfelelő helyen és magasságban (kb. 300–350 m) robbant fel.
A támadásban részt vevő katonák az epicentrumtól 5 km távolságban fedezékben várták a robbanást, a szovjet katonai és állami vezetők, valamint a szocialista országokból magas rangú katonavendégek (köztük Székely Béla vezérőrnagy és Bata István honvédelmi miniszter) 11 km távolságban lévő megerősített fedezékből lehettek szemtanúi az eseményeknek.
Röviddel a robbanást követően tüzérségi tűzzel árasztották el a területet és több száz hagyományos bombát dobtak le rá. A magyar katonai megfigyelők beszámolója szerint ezután „megindult a roham és a speciálisan kiképzett, felszerelt felderítők harckocsikon 90 perc múlva már áthaladtak …(a robbanással érintett) területen, az epicentrumtól 500–500 m távolságot tartva […] A robbanás után 24 órával megtekintettük az epicentrum területén berendezett zászlóaljvédő-körletet. […] A robbanás következtében 2 km-es körzetben a növényzet, erdő, fű teljesen eltűnt (annak ellenére, hogy itt tűz nem volt, mert a keletkezett tüzet a légnyomás azonnal elfojtotta), a terület teljesen kopár lett, az árkok, még a deszkával burkoltak is, beomlottak, fedezékek bedőltek, az élet teljesen megszűnt; a közepes és nehéz típusú óvóhelyek bejáratai csak némileg rongálódtak meg, belül épek maradtak, sőt egyesekben az ott elhelyezett állatok, bár súlyos fertőzéssel, süketen, vakon, de életben maradtak; a fedett árokszakaszok is viszonylag épségben maradtak.„
A gyakorlatban részt vevő 45 000 katona többsége kisebb-nagyobb mértékben sugárfertőzést szenvedett, közöttük és a következő években a környező falvak lakói között is rendkívüli mértékben megemelkedett a rákos megbetegedések száma.
Annak az állításnak, hogy német hadifoglyokat is vittek volna a terepre, hogy rajtuk is teszteljék a robbanás hatását, valószínűleg nincs alapja.
Hasonló kísérletet hajtott végre az Egyesült Államok is 1951 és 1957 között, Desert Rock kódnév alatt.